# 茨城県立鹿島灘高等学校
茨城県立鹿島灘高等学校（いばらきけんりつかしまなだこうとうがっこう）は、茨城県鹿嶋市にある県立高等学校である。

## 設置学科
- 定時制・単位制課程
  - 普通科

午前部.午後部.夜間部

## 沿革
- 1980年 - 開校
- 2005年 - 単位制による定時制普通科（三部制）開設

## 著名な出身者
- 首藤慎一 - サッカー指導者・元選手
- 椎木保 - 元衆議院議員